# أدريان روبوتان
أدريان روبوتان (بالرومانية: Adrian Ropotan) (مواليد 8 مايو 1986) لاعب كرة قدم روماني دولي يجيد اللعب في الوسط.
مثل أندية رومانية واحترف في روسيا وأذربيجان ومنتخب رومانيا ووقع مع نادي حتا عام 2016.

## روابط خارجية
- أدريان روبوتان على موقع الاتحاد الدولي (مؤرشف)  (الإنجليزية)
- أدريان روبوتان على موقع الاتحاد الأوربي (الإنجليزية)
- أدريان روبوتان على موقع إي إس بي إن إف سي (الإنجليزية)
- أدريان روبوتان على موقع قاعدة بيانات كرة القدم.إي يو (الإنجليزية)
- أدريان روبوتان على موقع ناشيونال فوتبول تيمز (الإنجليزية)
- أدريان روبوتان على موقع Soccerway.com (الإنجليزية)
- أدريان روبوتان على موقع عالم كرة القدم.نت (الإنجليزية)